# Richard Morales
Richard Javier «Chengue» Morales Aguirre (Las Piedras, Canelones, 21 de febrero de 1975) es un exfutbolista uruguayo que jugaba como delantero.

## Trayectoria
Comenzó su carrera en equipos del ascenso uruguayo, como Platense y Basáñez. Pasó en 1999 a Nacional, donde jugó hasta 2002 y obtuvo el Campeonato Uruguayo en los años 2000, 2001 y 2002, ganándose un lugar entre los ídolos de la hinchada tricolor por su capacidad goleadora y empuje anímico en partidos importantes, fundamentalmente en los clásicos.
Protagonizó a finales del 2000, una de las riñas más recordadas en la historia del fútbol uruguayo, jugando en el club de sus amores, Nacional. Una riña entre varios jugadores. El episodio terminó con muchos jugadores presos, entre los cuales se encontraba Richard Morales.
El Club Atlético Osasuna lo contrató para la temporada 2002/2003, siendo en su día el fichaje más caro de la historia del club navarro.[cita requerida] Destacó especialmente en el tramo final de la temporada 2004/2005, con una racha goleadora que le hizo ver puerta en siete jornadas consecutivas. Después paso al Málaga CF, donde también se encontraban sus compatriotas Marcelo Romero y Óscar Javier Morales.
En agosto de 2007 volvió a Nacional donde tuvo un emotivo encuentro contra Bella Vista en el Parque Central el cual finalizó 3 a 3. En el clásico por el Apertura 2007, tuvo un cruce de palabras con el director técnico del equipo mirasol (Gustavo Matosas) y Matías Manrique resultando expulsados ambos jugadores. En ese mismo encuentro el cual fue el primer clásico desde su regreso, convirtió un gol y le anularon uno. 
El delantero uruguayo pasó en febrero de 2009 al entonces campeón vigente de la Copa Libertadores de América, Liga Deportiva Universitaria de Quito. La directiva de Liga buscó a Morales luego de confirmarse que Reinaldo Navia quedaría fuera de las canchas por alrededor de 4 meses debido a una lesión.
El 3 de abril de 2009, Morales decidió dejar la Liga de Quito y volver a Uruguay debido a una enfermedad que tenía su padre. La rescisión del contrato fue de mutuo acuerdo.
El último equipo que defendió fue Fénix de Uruguay y jugó 5 partidos en el apertura 2009.

## Selección nacional
Con la Selección de Uruguay, "El Chengue" disputó varios partidos y anotó goles muy importantes, como los dos que le hizo a Australia en 2001 en la repesca clasificatoria para la Copa Mundial de Fútbol de 2002, otorgándole la clasificación a la Celeste luego de doce años de ausencia en los mundiales. En el Mundial, Morales fue clave en la remontada del último partido de la serie de grupos frente a Senegal, anotando el gol más rápido de un suplente en la historia de los mundiales, que inició el camino al empate (fue el 1-3), al celebrar este gol se sacó la camiseta y, debajo de la 18 que lucía en el campo, tenía la 10 de su amigo Fabián O'Neill quien no pudo jugar por problemas físicos. Esa fue una muestra de lo que representó Richard Morales para el fútbol: códigos, amistad y viejos valores. Sin embargo, en el último minuto tras un rebote del portero senegalés, dejaba a Morales solo ante el arco, con el portero sin opción, pero Morales cabeceó hacia afuera, dejando a Uruguay eliminado de la Copa del Mundo, con un lamentable fallo de Morales pero que, gracias a él, se logró clasificar a aquel Mundial y se logró empatar aquel encuentro. 

### Participaciones en Copa del Mundo
| Mundial              | Sede                  | Resultado    | Partidos | Goles |
| -------------------- | --------------------- | ------------ | -------- | ----- |
| Copa Mundial de 2002 | Corea del Sur y Japón | Primera fase | 2        | 1     |

### Participaciones en Copa América
| Copa              | Sede     | Resultado | Partidos | Goles |
| ----------------- | -------- | --------- | -------- | ----- |
| Copa América 2001 | Colombia | 4° puesto | 5        | 1     |
| Copa América 2004 | Perú     | 3° puesto | 2        | 0     |

## Clubes

### Como futbolista
| Club          | País    | Temporadas | Partidos | Goles | Promedio |
| ------------- | ------- | ---------- | -------- | ----- | -------- |
| Platense      | Uruguay | 1996−1997  | 12       | 1     | 0,08     |
| Basáñez       | Uruguay | 1997−1998  | 14       | 7     | 0,50     |
| Nacional      | Uruguay | 1999−2002  | 172      | 54    | 0,31     |
| Osasuna       | España  | 2002−2005  | 31       | 11    | 0,35     |
| Málaga        | España  | 2005−2007  | 24       | 1     | 0,04     |
| Nacional      | Uruguay | 2007−2008  | 37       | 12    | 0,32     |
| Grêmio        | Brasil  | 2008       | 11       | 1     | 0,09     |
| Liga de Quito | Ecuador | 2009       | 2        | 0     | 0        |
| Fénix         | Uruguay | 2009−2010  | 5        | 0     | 0        |

### Como asistente técnico
| Club            | País      | Año  |
| --------------- | --------- | ---- |
| Boca Unidos     | Argentina | 2016 |
| Colón           | Argentina | 2016 |
| Rosario Central | Argentina | 2017 |

## Palmarés

### Campeonatos nacionales
| Título                    | Club     | País    | Año  |
| ------------------------- | -------- | ------- | ---- |
| Liguilla Pre-Libertadores | Nacional | Uruguay | 1999 |
| Campeonato Uruguayo       | Nacional | Uruguay | 2000 |
| Campeonato Uruguayo (2)   | Nacional | Uruguay | 2001 |
| Campeonato Uruguayo (3)   | Nacional | Uruguay | 2002 |
| Liguilla Pre-Libertadores | Nacional | Uruguay | 2007 |

- Datos: Q703748